# 斯芬克斯岩
斯芬克斯岩（英語：Sphinx Rock），是南極洲的岩石，位於南奧克尼群島，在1933年由英國的研究隊繪入地圖和命名，該岩石現時由南極條約體系管理。